# Cortes de Évora de 1481–1482
As Cortes de Évora de 1481–1482 foram convocadas pelo rei de Portugal D. João II após a morte do seu pai D. Afonso V.
Nestas cortes foram introduzidas inovações em termos de aparato faustoso, de formalismos protocolares e de relacionamento do rei com os súbditos. Foram cortes de início de reinado, mas o rei eximiu-se de pronunciar juramento, exigindo que todos lhe prestassem menagens iguais e fez-se rodear de uma aura hierática que dir-se-ia personificar a própria fonte do poder.[carece de fontes?] As cortes passaram a fazer parte da organização destinada a produzir uma monarquia absoluta. Foram prestigiadas e engrandecidas porque serviram de apoio ao projetos da política do rei.
As Cortes de Évora foram iniciadas com uma elegante oração do Dr. Vasco Fernandes Lucena, seguindo-se o juramento de obediência das figuras presentes, começando pela do Duque de Bragança Fernando II e terminando no procurador de Lisboa, pelas cidades, e no de Santarém, pelas vilas do reino. Nestas cortes, a pedido do terceiro estado, o monarca promulgou várias leis que foram recebidas com agrado, como a repartição por comarca dos contadores e oficiais das terras, capelas, hospitais e órfãos. Entretanto a peste começou a alastrar pelo Alentejo, fazendo-se sentir em Évora, o que levou a que as cortes fossem transferidas para Viana do Alentejo.